# Parkhaus Jelmoli
Das Parkhaus Jelmoli, auch Jelmoli Parkhaus, ist ein Parkhaus an der Uraniastrasse, das für den Jelmoli gebaut wurde, aber auch öffentlich zugänglich ist. Es befindet sich unter dem Steinmühleplatz.

## Architektur
Das Parkhaus befindet sich auf einem dreieckigen Grundstück von ungefähr 50 m Kantenlänge. Die Anlage musste auf den hohen Grundwasserspiegel Rücksicht nehmen, der im sechsten Untergeschoss des Parkhauses bereits 13 t/m³ erreicht. Um möglichst viele Parkplätze auf dem kleinen Grundriss unterzubringen, wurde eine Lösung ohne spezielle Auf- und Abfahrtsrampen gewählt. Die Parkplätze sind entlang einer Doppelhelix angeordnet, auf deren Innenseite sich die Fahrbahn befindet. Der Autolenker überwindet somit bei einer Umdrehung im Parkhaus immer zwei Geschosshöhen. Er wird somit bei der Fahrt nach unten an der Hälfte aller verfügbarer Parkplätze vorbeigeführt und bei der Fahrt vom sechsten Untergeschoss nach oben an der zweiten Hälfte der Parkplätze.
Das im Tagebau erstellte Parkhaus verfügt über 223 Standplätze. Ursprünglich war es noch durch eine oberirdische Shell-Tankstelle ergänzt, deren Benzintanks im Parkhaus aufgestellt waren.